# Miniszter
A miniszter az államigazgatás valamely ágazatát irányító, általában minisztériumnak nevezett hivatalt vezető személy, egyben az államigazgatás legfőbb testületi szervének, a kormánynak a tagja, az egyik legmagasabb rangú politikai vezető a modern államokban. A tárca nélküli miniszter kifejezés olyan kormánytagot jelent, aki nem irányít minisztériumot (nincs "tárcája").
Magyarországon a miniszterek a kormány tagjai, és a jogállásukat szabályozó 2010. évi XLIII. törvény 6. § (2) bekezdése szerint politikai vezetők (állami vezetők).
A miniszter szót e szűkebb értelmétől eltérően is alkalmazzák egyes állami vezetők tisztségének vagy rangjának megjelölésére, például a diplomáciai rangoknak az 1815-ös bécsi kongresszuson meghatározott rendszerében a kisebb államok képviseletének vezetője a rendkívüli követ és meghatalmazott miniszter címet viselte. Ugyancsak előfordul egyes államokban, hogy a fogalmilag miniszteri tisztséget betöltő, tehát központi államigazgatási hivatalt vezető illetve kormánytag vezetők címe nem miniszter illetve annak megfelelője a hivatalos nyelven, hanem a helyi hagyományok által meghatározott egyéb elnevezést használnak.

## A szó eredete
A latin minister szóból ered, amelynek eredeti jelentése ’szolga’, illetve ’segéd’. A szó eredetileg arra vonatkozott, hogy a tisztség viselője az államfő által maga mellé vett tisztségviselő, akinek a hivatása, feladata és hatásköre az állam legfőbb központi igazgatása, a közügyek intézése és vezetése.

## A tisztség egyéb elnevezései
Nagy-Britanniában és az Amerikai Egyesült Államokban e tisztség elnevezése Secretary, aminek szó szerinti jelentése titkár. Az USA külügyminiszteri tisztségének angol megnevezése Secretary of State, aminek szó szerinti fordítása államtitkár. Mivel Magyarországon és számos más országban az államtitkári a miniszterinél alacsonyabb tisztség, ezért ez félreértések forrása lehet.
A Vatikánban az Államtitkár a legfőbb kormányzati tisztségviselőt, lényegében a miniszterelnöknek megfelelő rangot jelenti.
A Szovjetunióban 1946-ig, illetve az 1919-es Magyarországi Tanácsköztársaságban a hasonló tisztség betöltőinek elnevezése népbiztos volt.

## A miniszteri felelősség
A miniszteri felelősség körében politikai és jogi felelősségről beszélhetünk.
A felelős kormányzás kialakulása óta a magyar közjogi gondolkodás szerint a miniszter a kormány tagjaként politikai felelősséggel tartozik. A miniszter az általa vezetett minisztérium munkájáért egy személyben felelős, ezért a kormányzati feladatokat a jogszabályok nem a minisztériumokhoz, hanem a miniszterekhez telepítik.
A felelősség  kollektív jellegű ezt (kollegialitásnak szokták nevezni). Ennek lényeg az, hogy a kormány (a "kabinet")  politikai sorsát minden egyes miniszter osztja. A kormány döntéseiért a miniszterek egyetemes felelősséget vállalnak, azaz valamennyi kormánytagnak ki kell állnia a döntések mellett. Amennyiben egy miniszter a kormány valamely döntésével nem ért egyet, akkor vagy tartózkodik különvéleményének nyilvánításáról, vagy lemond.

## A miniszteri tisztség a mai Magyarországon

### A miniszteri tisztség
Magyarország Kormányának tagjai a miniszterelnök, valamint a miniszterek. A miniszterelnök a miniszterek közül miniszterelnök-helyettest jelöl ki rendeletben. A miniszter és a tárca nélküli miniszter között abban a tekintetben van különbség, hogy utóbbi minisztériumot nem vezethet, a Kormány által meghatározott feladatait látja el. A miniszterek általános helyettese az államtitkár, az általuk ellátott feladat jellege alapján a minisztérium szervezeti és működési szabályzata megkülönböztet ún. "szakterületi" államtitkárokat, pl. egészségügyért felelős államtitkár; valamint parlamenti államtitkárokat. A közigazgatási államtitkár és a helyettes államtitkár szakmai vezetők, ezáltal ezen a helyen nem szükséges hatáskörük megjelenése.

### A miniszterek megbízatása, felelőssége
A minisztereket a miniszterelnök javaslatára a köztársasági elnök nevezi ki és menti fel. A miniszter megbízatása megszűnik: a) a Kormány megbízatásának megszűnésével, b) lemondásával, c) felmentésével, d) halálával, e) választójogának elvesztésével, valamint f) összeférhetetlenségének megállapításával.
A miniszterek a Kormánynak és az Országgyűlésnek felelősek, tevékenységükről kötelesek beszámolni. A miniszterekkel szemben azonban egyéni bizalmatlansági indítvány nem nyújtható be, az Országgyűlés a Kormánytól a miniszterelnökkel szemben, a miniszterelnöki tisztségre jelölt személy megnevezésével benyújtott bizalmatlansági indítvány elfogadása alapján vonhatja meg a bizalmat.